# Bandiera della Guinea-Bissau
La bandiera della Guinea-Bissau è stata adottata nel 1973, dopo che la nazione ottenne l'indipendenza dal Portogallo. La bandiera presenta i tradizionali colori panafricani: una banda verticale rossa dal lato del pennone, e due bande orizzontali gialla (sopra) e verde (sotto), oltre alla stella nera dell'Africa, posta al centro della banda rossa. Il disegno della bandiera è influenzato dalla bandiera del Ghana. I colori hanno lo stesso significato: il rosso per il sangue dei martiri, il verde per le foreste e il giallo per le ricchezze minerarie.

## Bandiere storiche

Bandiera della Compagnia di Guinea (XV-XVI secolo)
Bandiera del Portogallo unica ufficiale della Guinea portoghese (1910–1974)
Bandiera della Guinea portoghese (1967-1974)
Bandiera del PAIGC (1956-)